# 中国平安

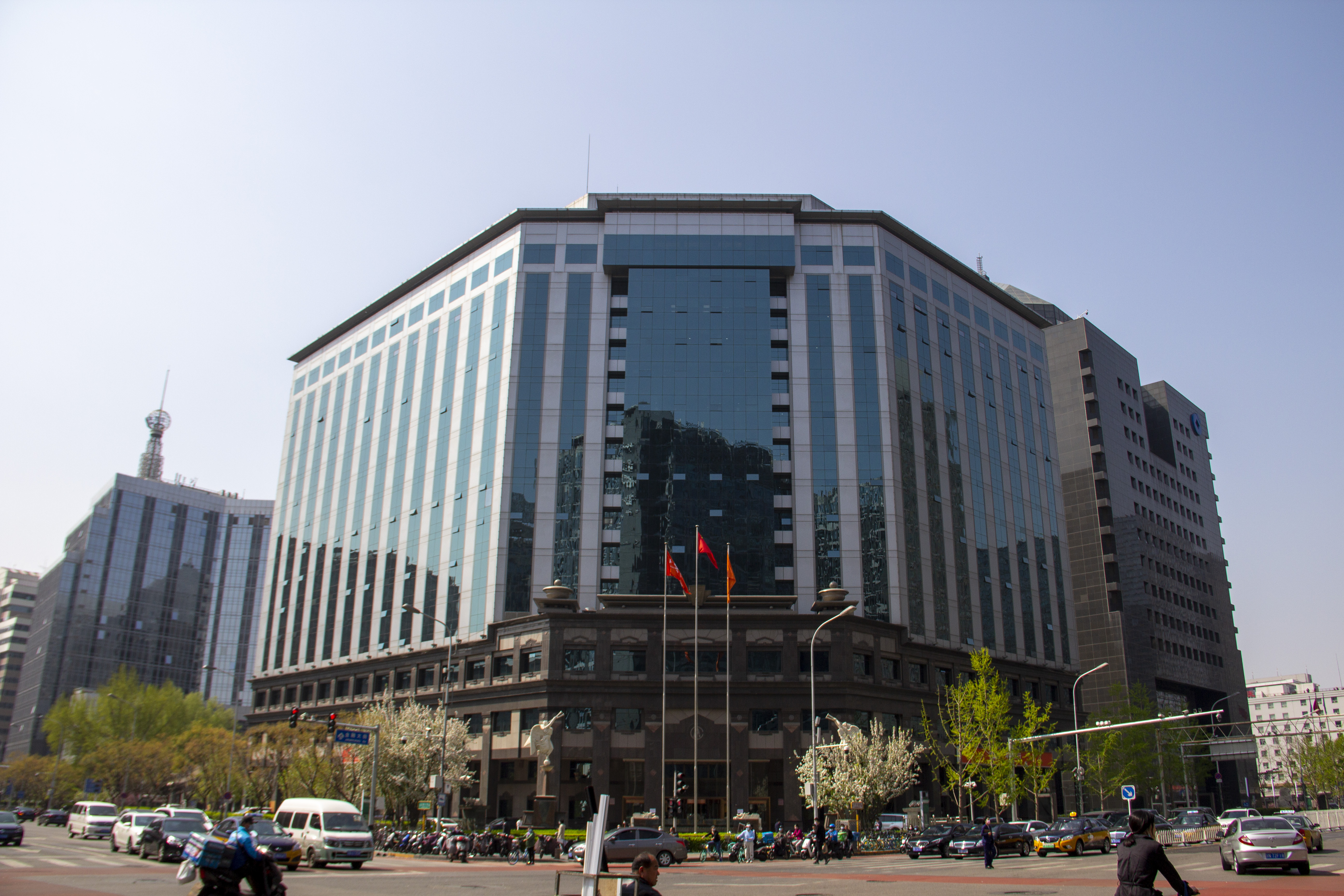
北京金融街平安大厦

中國平安保險（集團）股份有限公司（英語：Ping An Insurance（Group）Company of China, Ltd.），简称中国平安、平安保险、平保，港交所：2318、上交所：601318、OTCBB：PNGAY
、港交所：82318（人民幣結算））是中國第一家股份制保險企業，於1988年在深圳蛇口成立，於2004年香港交易所及2007年上海證券交易所上市。该公司业务主要涉及金融保險、銀行、投資等金融领域，現任董事長為馬明哲，現任聯席首席執行官為謝永林及郭曉濤。中國平安在2024年《福布斯》「全球企業2000強」中名列第29位。在2024年发布的《财富》世界500强排行榜中，其以1457.59亿美元营业收入位列第53位。

## 業務
將集團的業務分為5個主要部分： 
- 壽險及健康險業務
- 財產保險業務
- 銀行業務
- 資產管理業務
- 醫療養老業務

## 可持續發展

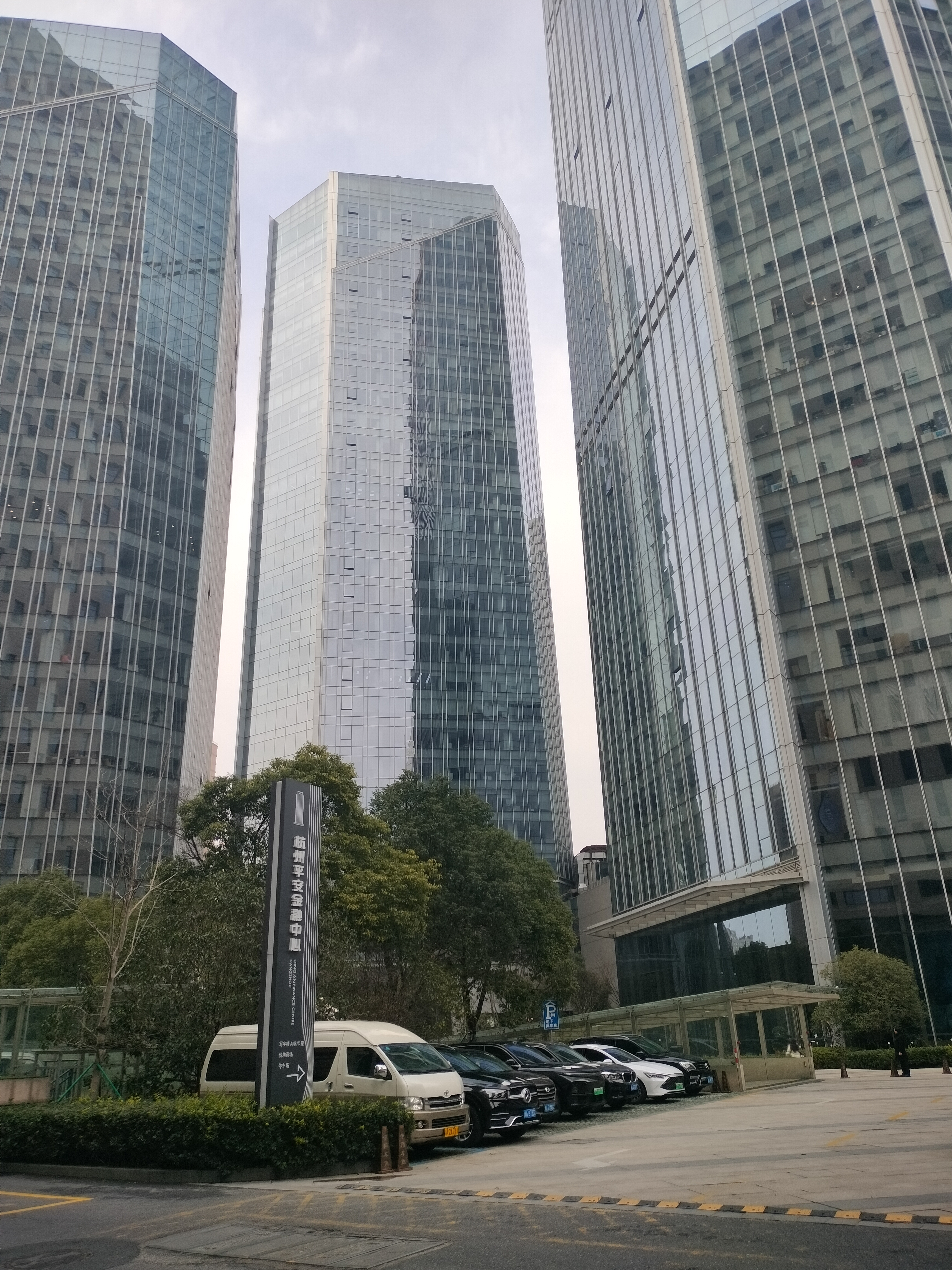
杭州平安金融中心

2019年，中國平安正式簽署聯合國支持的「負責任投資原則」（UN Supported Principles for Responsible Investment），成爲中國第一家加入該組織的資產所有者。PRI首席執行官菲奧娜·雷諾茲曾表示「希望平安的領導力能夠鼓勵中國的其他公司將ESG因素整合到他們的投資策略中」。 平安亦是中國大陸首家簽署《聯合國環境規劃署金融倡議可持續保險原則》的公司。
同年，平安被正式納入2019道瓊斯可持續發展新興市場指數（Dow Jones Sustainability Emerging Markets Index），成爲中國大陸首個入圍保險企業。
平安在國際專業財經雜誌《財資（The Asset）》舉辦的2020年「三星可持續投資大獎 - 機構投資者，ETF及資產服務」中，獲評爲「年度中國最佳ESG投資機構-保險類」企業。
2021年，中國平安宣佈於2030年實現運營「碳中和」，未來將聚焦綠色運營、綠色資產、綠色保險、綠色公益和綠色科技五大層面明確方向助力社會綠色轉型，推動可持續發展。同時承諾綠色投資規模和綠色貸款餘額每年增速不低於20%，綠色保險保費每年增速不低於70%。到2025年，力爭實現綠色投資+貸款規模4000億元、綠色保險保費總額2500億元的總體目標。
在第52個世界地球日，中國平安發表「致地球的一封信」，提出全方位升級綠色金融行動，量化制定綠色金融工作目標，通過金融産品和服務創新，響應中國2060年碳中和目標，參與應對全球氣候變化，助力社會可持續發展。
2021年7月，河南暴雨災情發生後，中國平安啟動I級重大災害回應，迅速開展相關客戶排查，建立綠色理賠通道，簡化理賠流程，預估總體賠付金額超過人民幣10億元。
2021年12月，中國平安發佈《中國平安2020氣候風險管理報告》，依據金融穩定理事會氣候相關財務信息披露工作組（TCFD）的框架建議，從治理、戰略、風險管理、指標和目標四個方面入手，披露了平安綠色金融戰略佈局。
2022年，中國平安和其他數十家中國公司宣佈幫助制定了中國首個ESG披露標準，即中國企業改革與發展協會（CERDS）發佈的「企業ESG披露指南」，並於2022年6月1日起正式實施。
同年，平安獲Sustainalytics 評為「低風險」評級，並給予18.3的評分，為中國內地保險企業中的最佳評分; 獲標普全球納入《2022年可持續發展年鑑》，該《年鑑》為最具國際影響力與公信力的企業可持續發展評估之一。
平安人壽聯合中債金融估值中心有限公司發布中債-平安人壽ESG整合策略信用債指數，該指數為內地市場上首個由保險公司發佈的ESG債券指數。
平安銀行個人碳賬戶平台「低碳家園」正式上線，由平安銀行攜手中國銀聯、上海環境能源交易所共同打造，是中國首個覆蓋銀聯信用卡和扣賬卡的碳賬戶。
中國平安升級其專利環境、社會和治理評價體系，體系涵蓋21個一級指標、90個二級指標及278個數據點，用以量度37個行業的ESG風險及機遇，該體系亦會基於新聞及輿論情況作即時調整。
同年7月，平安觀瀾3號數據中心建設完成並投入試運，是中國內地首個電力使用效率（PUE）低於1.25的金融數據中心，預計每年可節約用電約1,050萬度，減少6,406噸二氧化碳排放。
2022年，中國平安在原有的「綠色金融委員會」基礎上升級設立「可持續發展委員會」，統籌推進綠色金融、綠色運營、鄉村振興等核心議題的實踐管理；並在《2022年可持續發展報告》内首次披露了運營碳中和路線圖。
2023年2月，中國平安在全球環境信息研究中心 CDP 對近 15,000 家公司在2022年提交的數據進行了評分中榮獲氣候變化類別「A-」評級 。同月，平安產險首單海洋碳匯指數保險在中國大連市落地，為當地 13.3 畝海帶、貝藻類提供保險保障，總保額達人民幣 40 萬元。
同年6月平安銀行成功向包鋼集團發放人民幣1.8億元CCUS（Carbon capture, utilization and storage二氧化碳捕集、利用與封存技術）碳減排項目轉型融資協議首批貸款人民幣1,300萬元，該項目為中國鋼鐵行業首個CCUS全產業鏈示範工程。
2023年10月，中國平安獲得BDO 環境、社會及管治大獎2023 —「ESG突出表現大獎 - H股公司」，同時獲頒「主題大獎」之優異獎。
2023年11月，中國平安獲得香港中文大學「企業可持續發展指數」（Business Sustainability Indices，BSI）「成功者」評級。
2023年11月，中國平安獲得MSCI-ESG評級A級，以及「綜合保險&經紀」（Multi-Line Insurance & Brokerage）類別亞太區第一。 
2023年12月，中國平安作為專責組組長，帶領多家知名險企共同歷時一年半完成由中國保險行業協會牽頭製訂的《保險機構環境、社會和治理信息披露指南》。 
2024年4月，中國平安保險以17分獲得 Sustainalytics ESG「低風險」評級。 
2024年7月，中國平安再度入選標普全球（S&P Global）發布的《可持續發展年鑒（中國版）2024》，從1,700餘家企業中脫穎而出，並成為中國內地唯一入選保險企業。
2024年8月，中國平安聯合南方科技大學、清華大學、新加坡Risk Lighthouse International Pte Ltd, 和安永（中國）企業諮詢有限公司發布《適應氣候變化和災害風險治理：保險業的實踐與展望》，詳述氣候變化對保險業的影響及挑戰，梳理國內外保險業在應對氣候變化方面的主要實踐，探討了保險業在提升氣候風險韌性方面的創新路徑，並提出應對氣候變化的政策建議。
2025年1月， 中國平安旗下平安銀行宣布，成功向陝煤集團榆林化學發放23億元人民幣貸款，用於支持其在建的「煤炭分質清潔高效轉化示範項目」。該項目旨在推動煤炭清潔高效轉化，助力實現綠色低碳發展。榆林化學「煤炭分質清潔高效轉化示範項目」被納入國家發改委《產業結構調整指導目錄》（2024年）鼓勵類「煤炭清潔高效開發利用技術」範圍。項目採用先進技術，通過硫回收裝置將有機硫和無機硫轉化為硫磺，氣化爐渣則被用於建材生產，充分體現了「減量化、再循環、再利用」的循環經濟理念，最大限度提升資源利用率，實現節能減排目標。
2025年3月，中國平安發佈《2024年可持續發展報告》，報告聚焦可持續戰略管理和業務發展，企業在市值可持續發展評估中獲得AA評級，並在CDP氣候變化評比中獲得中國內地保險企業最高評分。報告顯示，中國平安在教育公益和金融創新方面表現出色。 

## 外资控股
2010年，汇丰通过旗下的全资子公司控制了平安的大部分流通股份，其中汇丰保险控股有限公司持有8.1%股份、香港上海汇丰银行有限公司持有8.03%股份，在2010年中期報告中，汇丰共持16.23%股份。
2011年3月14日，鄭裕彤及旗下周大福代理人有限公司附屬公司金駿有限公司斥資194.48億港元場外購入平安保險2.72億H股，每股均價71.5港元佔平安保险擴大已發行 H股 8.7%或全部擴大已發行股份 3.44%。
2011年8月23日，鄭裕彤及旗下周大福代理人有限公司附屬公司金駿有限公司以每股62.25元，在場外沽出0.76億股平保，以及在8月24日，以每股64.85元，沽出一億二千萬股，兩次合共減持一億九千六百萬股，套現一百二十五億元。而周大福所持平保只餘下7600萬股。
2012年12月5日匯豐控股以727.36億元港幣（約合583億人民幣）（約93.85億美元），相當於每股59元全部出售所持的15.57%中國平安股權给泰國正大集團（卜蜂集團）旗下的間接全資附屬公司：同盈貿易有限公司、隆福集團有限公司、商發控股有限公司及易盛發展有限公司。
此外，正大集团通过全资子公司林芝正大环球投资有限公司持有工布江达江南实业发展有限公司89.81%的股份，工布江达江南实业发展有限公司持有平安集团1.76%股份。
2013年11月8日，正大集团对所持中国平安H股进行持股调整：易盛發展有限公司将其持有的0.22%股份转让给隆福集团。易盛發展有限公司将其持有平保股份中的3.82% 古风以结构性金融衍生产品Collar（封顶保底式期权交易）的融资方式，作为抵押品交付与瑞银。
截至2024年6月30日，卜蜂集團是中國平安的最大投資者，持有其中5.30%的股份。

## 股东
| 股東名稱                                          | 股東性質     | 持股比例（％） | 持股總數（股） | 股份種類 |
| ------------------------------------------------- | ------------ | -------------- | -------------- | -------- |
| 香港中央結算（代理人）有限公司                    | 境外法人     | 36.76          | 6,694,215,263  | H股      |
| 深圳市投资控股有限公司                            | 國有法人     | 5.29           | 962,719,102    | A股      |
| 香港中央結算有限公司                              | 其他         | 3.84           | 698,983,519    | A股      |
| 中國證券金融股份有限公司                          | 其他         | 3.01           | 547,459,258    | A股      |
| 中國平安保險（集團）股份有限公司 長期服務計劃(4)  | 其他         | 2.70           | 491,338,749    | A+H股    |
| 中央匯金資產管理有限責任公司                      | 國有法人     | 2.58           | 470,302,252    | A股      |
| 商發控股有限公司                                  | 境外法人     | 2.52           | 459,466,189    | H股      |
| 深業集團有限公司                                  | 國有法人     | 1.42           | 257,728,008    | A股      |
| 中國工商銀行－上證50交易型 開放式指數證券投資基金 | 證券投資基金 | 1.11           | 202,210,531    | A股      |
| 大成基金 - 農業銀行 - 大成中證金融資產管理計劃    | 其他         | 1.11           | 201,948,582    | A股      |

## 主要已合併子公司
| 名稱                                              | 由平安直接持有的普通股比例（百分比） | 由平安間接持有的普通股比例（百分比） |
| ------------------------------------------------- | ------------------------------------ | ------------------------------------ |
| 平安壽險                                          | 99.51                                | -                                    |
| 平安產險                                          | 99.55                                | -                                    |
| 平安銀行股份有限公司                              | 49.56                                | 8.4                                  |
| 平安信託有限責任公司                              | 99.88                                | -                                    |
| 平安證券股份有限公司                              | 40.96                                | 55.59                                |
| 平安養老險                                        | 94.18                                | 5.79                                 |
| 平安資產管理有限責任公司                          | 98.67                                | 1.33                                 |
| 平安健康險                                        | 74.33                                | 0.68                                 |
| 中國平安保險海外（控股）有限公司                  | 100.00                               | -                                    |
| 中國平安保險（香港）有限公司                      | -                                    | 100.00                               |
| 平安國際融資租賃有限公司                          | 69.44                                | 30.56                                |
| 中國平安資產管理（香港）有限公司                  | -                                    | 100.00                               |
| 深圳市平安創新資本投資有限公司                    | -                                    | 99.88                                |
| 平安創贏資本管理有限公司                          | -                                    | 99.75                                |
| 平安不動產有限公司                                | -                                    | 99.62                                |
| 平安科技（深圳）有限公司                          | 37.66                                | 62.34                                |
| 深圳平安綜合金融服務有限公司                      | -                                    | 100.00                               |
| 平安壹錢包電子商務有限公司                        | -                                    | 77.14                                |
| 壹匯智商務有限公司                                | -                                    | 99.89                                |
| 深圳萬里通網絡信息技術有限公司                    | -                                    | 77.14                                |
| 深圳平安商用置業有限公司                          | -                                    | 99.50                                |
| 平安期貨有限公司                                  | -                                    | 96.64                                |
| 深圳市平安置業投資有限公司                        | -                                    | 100.00                               |
| 上海平浦投資有限公司                              | -                                    | 99.51                                |
| 安勝投資有限公司                                  | -                                    | 99.51                                |
| 深圳平安金融科技諮詢有限公司                      | 100.00                               | -                                    |
| 平安利順國際貨幣經紀有限責任公司                  | -                                    | 66.92                                |
| 平安好房（上海）電子商務有限公司                  | -                                    | 100.00                               |
| 深圳平安匯通投資管理有限公司                      | -                                    | 68.11                                |
| 平安基金管理有限公司                              | -                                    | 68.11                                |
| 深圳平安金融中心建設發展有限公司                  | -                                    | 99.51                                |
| 平安保險代理有限公司                              | -                                    | 66.85                                |
| 平安創展保險銷售服務有限公司                      | -                                    | 99.55                                |
| 達成國際有限公司                                  | -                                    | 99.51                                |
| 翠達投資有限公司                                  | -                                    | 99.51                                |
| 瀋陽盛平投資管理有限公司                          | -                                    | 99.51                                |
| 桐鄉平安投資有限公司                              | -                                    | 99.62                                |
| 平安商業保理有限公司                              | -                                    | 100.00                               |
| 山西長晉高速公路有限責任公司                      | -                                    | 59.71                                |
| 山西晉焦高速公路有限公司                          | -                                    | 59.71                                |
| 平安財智投資管理有限公司                          | -                                    | 96.55                                |
| 中國平安證券（香港）有限公司                      | -                                    | 96.55                                |
| 中國平安期貨（香港）有限公司                      | -                                    | 96.55                                |
| 中國平安資本（香港）有限公司                      | -                                    | 96.55                                |
| 平證證券（香港）有限公司                          | -                                    | 96.55                                |
| 上海陸金所基金銷售有限公司                        | -                                    | 95.43                                |
| 富爾保險經紀有限公司                              | -                                    | 99.51                                |
| 北京雙融匯投資有限公司                            | -                                    | 99.51                                |
| 成都平安置業投資有限公司                          | -                                    | 99.51                                |
| 杭州平江投資有限公司                              | -                                    | 99.51                                |
| 北京京信麗澤投資有限公司                          | -                                    | 99.51                                |
| 安邦匯投有限公司                                  | -                                    | 99.51                                |
| 海逸有限公司                                      | -                                    | 99.51                                |
| 平安磐海資本有限責任公司                          | -                                    | 96.55                                |
| 深圳平科信息諮詢有限公司                          | -                                    | 100.00                               |
| 北京京平尚地投資有限公司                          | -                                    | 99.51                                |
| 廣州市信平置業有限公司                            | -                                    | 99.51                                |
| 上海家化（集團）有限公司                          | -                                    | 99.51                                |
| 上海家化聯合股份有限公司                          | -                                    | 51.86                                |
| Falcon Vision Global Limited                      | -                                    | 99.51                                |
| 上海澤安投資管理有限公司                          | -                                    | 99.51                                |
| PA Dragon LLC                                     | -                                    | 99.52                                |
| 上海平安汽車電子商務有限公司                      | -                                    | 94.74                                |
| 上海葛洲壩陽明置業有限公司                        | -                                    | 99.51                                |
| 上海金藥投資管理有限公司                          | -                                    | 99.05                                |
| 上海平欣資產管理有限公司                          | -                                    | 100.00                               |
| 深圳前海徵信中心股份有限公司                      | -                                    | 100.00                               |
| 平安不動產資本有限公司                            | -                                    | 99.62                                |
| 深圳前海普惠眾籌交易股份有限公司                  | -                                    | 100.00                               |
| 廣州平安好貸小額貸款有限公司                      | -                                    | 100.00                               |
| 安科技術有限公司                                  | -                                    | 100.00                               |
| 平安付科技服務有限公司                            | -                                    | 77.14                                |
| 平安付電子支付有限公司                            | -                                    | 77.14                                |
| 桐鄉市安豪投資管理有限公司                        | -                                    | 99.81                                |
| 平安基礎產業投資基金管理有限公司                  | -                                    | 98.02                                |
| 平安財富理財管理有限公司                          | -                                    | 100.00                               |
| 深圳市平安遠欣投資發展控股有限公司                | -                                    | 100.00                               |
| 平安國際融資租賃（天津）有限公司                  | -                                    | 100.00                               |
| 深圳安普發展有限公司                              | -                                    | 79.61                                |
| 平證資產管理（香港）有限公司                      | -                                    | 96.55                                |
| 上海天合保險經紀有限公司                          | -                                    | 42.89                                |
| Helios P.A. Company Limited                       | -                                    | 99.51                                |
| 平安城市建設科技（深圳）有限公司                  | -                                    | 89.47                                |
| 深圳平安創科投資管理有限公司                      | -                                    | 99.81                                |
| 深圳安創投資管理有限公司                          | -                                    | 99.81                                |
| 深圳聯新投資管理有限公司                          | -                                    | 99.72                                |
| Autohome Inc                                      | -                                    | 42.89                                |
| Mayborn Group Limited                             | -                                    | 51.56                                |
| 嘉興平安基石壹號股權投資管理有限公司              | -                                    | 99.51                                |
| 平安理財有限責任公司                              | -                                    | 57.96                                |
| TTP Car Inc.                                      | -                                    | 21.87                                |
| 深圳市盛鈞投資管理有限公司                        | -                                    | 99.72                                |
| Overseas W.H. Investment Company Limited          | -                                    | 100.00                               |
| 深圳市平嘉投資管理有限公司                        | -                                    | 99.81                                |
| 重慶優盛達房地產諮詢有限公司                      | -                                    | 99.51                                |
| 杭州蕭山平安基石貳號股權投資有限公司              | -                                    | 99.51                                |
| 深圳恒創投資管理有限公司                          | -                                    | 99.62                                |
| Global Voyager Fund (HK) Company Limited          | -                                    | 100.00                               |
| 平證財富管理（香港）有限公司                      | -                                    | 96.55                                |
| 平安商貿有限公司                                  | -                                    | 96.64                                |
| 上海來福士凱旋商業管理服務有限公司                | -                                    | 69.66                                |
| 上海華慶房地產管理有限公司                        | -                                    | 59.71                                |
| 北京新捷房地產開發有限公司                        | -                                    | 69.66                                |
| 成都來福士實業有限公司                            | -                                    | 69.66                                |
| 來福士（杭州）房地產開發有限公司                  | -                                    | 69.66                                |
| 寧波新鄞商業管理服務有限公司                      | -                                    | 69.66                                |
| 北京金坤麗澤置業有限公司                          | -                                    | 99.51                                |
| 新方正（北京）企業管理發展有限公司                | -                                    | 99.51                                |
| 新方正控股發展有限責任公司                        | -                                    | 66.18                                |
| 方正證券股份有限公司                              | -                                    | 19.00                                |
| 北大醫療管理有限責任公司                          | -                                    | 66.18                                |
| 方正中期期貨有限公司                              | -                                    | 17.56                                |
| 方正證券承銷保薦有限責任公司                      | -                                    | 19.00                                |
| 上海際豐投資管理有限責任公司                      | -                                    | 17.56                                |
| 北京方正富邦創融資產管理有限公司                  | -                                    | 12.67                                |
| 方正證券（香港）有限公司                          | -                                    | 19.00                                |
| 方正資產管理（香港）有限公司                      | -                                    | 19.00                                |
| 方正富邦基金管理有限公司                          | -                                    | 12.67                                |
| Lufax Holding Ltd                                 | -                                    | 66.85                                |
| 平安消費金融有限公司                              | 30.00                                | 46.79                                |
| 平安融易（江蘇）融資擔保有限公司                  | -                                    | 66.85                                |
| Gem Alliance Limited                              | -                                    | 66.85                                |
| Harmonious Splendor Limited                       | -                                    | 66.85                                |
| 平安普惠企業管理有限公司                          | -                                    | 66.85                                |
| 深圳平安融易投資諮詢有限公司                      | -                                    | 66.85                                |
| 平安融易（黑龍江）信息服務有限公司                | -                                    | 66.85                                |
| PAO Bank Limited                                  | -                                    | 66.85                                |
| 黑龍江金聯雲通小額貸款有限公司                    | -                                    | 66.85                                |
| 平安資產鑫享28號資產管理產品                      | -                                    | 99.51                                |
| 平安資產鑫享19號資產管理產品                      | -                                    | 99.51                                |
| 平安資產鑫享5號資產管理產品                       | -                                    | 99.55                                |
| 平安資產鑫享20號資產管理產品                      | -                                    | 99.51                                |
| 平安資產鑫享18號資產管理產品                      | -                                    | 99.51                                |
| 平安基金－平安人壽固定收益1號 MOM單一資產管理計劃 | -                                    | 99.51                                |
| 平安基金－平安人壽權益2號MOM 單一資產管理計劃     | -                                    | 99.51                                |
| 平安基金－平安人壽固定收益3號MOM單一資產管理計劃  | -                                    | 99.51                                |
| 平安資產創贏19號資產管理產品                      | -                                    | 99.51                                |

## 業務發展

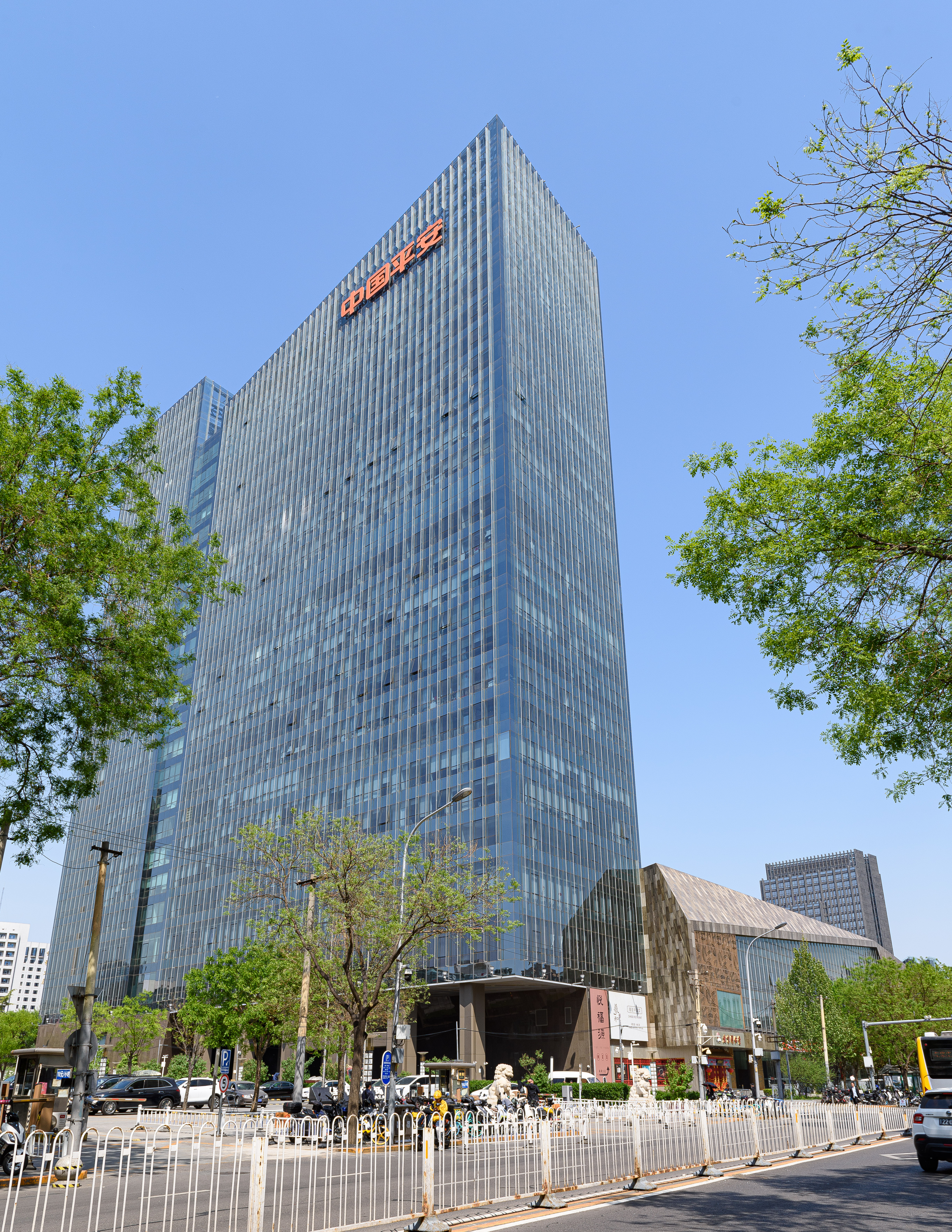
北京平安国际金融中心

根據報告，在2006年12月31日，平安保險擁有的人壽保險顧客已經超過了3200萬名和財產保險客户超過了790萬名。
2007年11月29日旗下平安人壽入股荷蘭-比利時金融服務公司富通集團Fortis 9501萬股股份，佔其已發行股本的4.18％，成為這家荷蘭－比利時合資公司的最大單一股東。这一交易的總金额為18.1億歐元（約合209億港元，27億美元）。
2008年10月3日荷蘭政府於將以168億歐元收購富通集團（Fortis N.V.）在荷蘭的業務。
2009年6月12日平安保险旗下平安壽險擬以每股18.26元人民幣（下同），購入深圳發展銀行至少3.70億但不超過5.85億股新股   最多支付現金106.821億元；同時又以平保2.99億新H股（相當於已發行股本的4%），向深發展第一大股東新橋（NEWBRIDGE）購入深發展5.2億股股份佔16.76%的股權。 平保是次交易作價最多達到221.31億元。
2010年5月13日新橋亞洲透過高盛配售1.6億股平保H股，佔平保已發行股份2.09%，佔H股已發行股份約5.6%。新橋減持平保之後，在H股的持股量將下降至4.86%
每股配售價：60.6元，套現96.96億元。
交易完成後，平安將持有深圳發展銀行達30%股權，成為最大股東。
2004年新橋以約12.35億元收購約3.48億股深發展股份，約占深圳發展銀行總股本的17.89%，成為其第一大股東。
其後又以每股成本約 19元人民幣，在兩次深發展股改中行使認股權證，以及2008年中期送紅股，新橋所持股份遂增至約5.2億股並維持至今。以此計算，新橋入股深發展總成本約 45.03億元人民幣（51.33億港元）。
2010年8月24日，平安保险宣布引入南非最大健康保險公司Discovery，作為旗下平安健康保險的戰略投資者。雙方簽署合作協定，根據協定，Discovery初期將購買平安健康險20％股份。2013年2月22日，Discovery增加對中國平安旗下子公司平安健康保險股份有限公司的持股，持股比例將從現在的20%增加至24.99%。
2010年9月1日，平安保险以持有的平安銀行90.75%或78.25億股股份，加上現金26.92億元，足額認購深圳發展銀行非公開發行股份，涉及16.39億股，認購價為每股17.75元，令平安保险持有深圳發展銀行由目前29.99%增至約52.39%。是次交易總對價為291億元（人民幣）。
2011年8月16日，深圳發展銀行將以每股人民幣16.81元的認購價向中國平安定向增發至多11.9億股股票﹐佔擴大後發行股本的19%，最多融資人民幣200億元（合31億美元）。預計交易後，平保於深發行的持股量介乎59.44%至61.36%。
2011年11月8日，平安信託旗下上海平浦投資有限公司成功以不低於人民幣51億元（合7.97億美元）收購化妝品生產商上海家化（集團）有限公司（Shanghai Jahwa Group）100%股權。上海家化擁有LVMH旗下中國Sephora化妝品連鎖店19%的股權。另外，上海家化的佰草集（Herborist）系列化妝品也在Sephora海外化妝品連鎖店有售。上海家化（集團）有限公司持有上市公司上海家化(600315) 28.382%股權。
2012年1月19日，平安保险透過旗下深圳發展銀行吸收平安銀行的方式，將旗下該兩間銀行合併，深發展將以每股3.37元（人民幣，下同）購入平安銀行股東股份，料是次吸收涉資26.9億元。深發展吸收平安銀行後，將改名為平安銀行股份，並完全繼承平安銀行的資產。
2012年9月22日，中國平安宣布投資170億元建設總建築面積達150萬平方米的浙江桐鄉養生養老地產項目。
2013年7月7日，中國平安斥資2.6億英鎊（約30億港元）購買英國倫敦的地標勞埃德大廈（The Lloyd's Building），是中國保險業首次投資於英國倫敦的房地產市場。
2013年8月26日，平安不動產以10.97億元競得廣州國際金融城AT0909035地塊。
2013年9月8日，中国平安保险斥148億元（人民幣，下同），增持旗下平安銀行非公開發行的13.23384994億股A股，每股認購價為11.17元，以補充平安銀行的核心資本，滿足資本監管要求。目前，平保直接及間接持有平安銀行約42.94億股股票，約佔平安銀行總股本的52.38%。發行完成後平保持股比例將由目前的52.38%提高至59%。
2014年11月30日，中国平安保险已根據股東大會授權，以每股62元，向不超過10名股東，定向增發5.94億股H股股票，預計集資約368.315億港元，成為港交所歷史上最大規模的定向增發之一。
2015年4月1日，碧桂園以毎股2.816元向中國平安附屬平安人壽保險配售22.36億股新股，相當於擴大股本9.90%，成為碧桂園第二大股東。集資總額62.97億元，所得淨額62.95億元，擬用作公司發展及一般營運資金，交易完成後，碧桂園大股東兼主席楊國強女兒楊惠妍持股量將由59.48%降至53.6%。
2016年5月，平安好醫生完成5億美元A輪融資，估值達到30億美元 。同年6月，平安以16億美元收購汽車之家47.4%的股權，正式成為汽車之家最大股東。
2018年，中國平安旗下三家科技公司平安好醫生、平安醫保科技和金融壹賬通順利完成定向私募融資，以軟銀願景基金(投資平安好醫生及平安醫保科技)、IDG、SBI集團等境外投資者為主。11月，平安管理層在投資者開放日上表示，平安未來十年的科研投入預計將達1,000億元，以鞏固其在金融服務行業的領導地位。
2018年5月，平安好醫生在香港聯交所主板掛牌交易，引發市場對互聯網醫療新一輪關注。業內認為，作為全球AI醫療科技第一股，平安好醫生的上市或將開啟互聯網醫療新時代。
2019年，平安旗下平安壹賬通銀行獲香港金管局頒發虛擬銀行牌照，並於6月正式開始營運。
2019年12月，金融壹賬通成功在紐約交易所上市。該公司定位為面向金融機構的商業科技雲服務平台（Technology-as-a-Service），承載了平安集團金融科技輸出的重要責任。
2020年9月，平安首次全面披露醫療生態圈戰略，表示將從政府、用戶、服務方、支付方、科技等5個方面發力構建醫療生態閉環，抓住醫療健康市場巨大發展機遇，打造公司未來價值增長新引擎。
2020年10月，平安集團成員公司網上財富管理平台陸金所美國紐交所上市。
2021年5月， 中國平安發佈「平安臻頤年」康養品牌及首個高端產品線「頤年城」，整合集團在金融、醫療與科技領域的優勢資源，佈局康養產業，打造有品質的康養服務。
2021年7月，由中國平安與日本鹽野義合資成立的平安鹽野義有限公司正式在上海開業。　　平安鹽野義將打造全面解決患者需求及社會難題一體化醫療健康平台，即「ＨａａＳ企業」。
2021年10月，平安銀行「跨境理財通」業務於10月18日獲得中國人民銀行和香港金融管理局批准，成為內地首批試點機構之一。
2022年1月，中國平安旗下平安人壽參與方正集團重整投資獲批，7家新方正集團主體註冊成立，將進一步深化醫療健康產業戰略佈局、積極打造醫療健康生態圈。
2022年3月，平安旗下平安人壽推出居家養老服務，進一步推動「綜合金融+醫療健康」戰略升級，積極佈局「金融+養老」、「金融+健康」等產業生態，以客戶健康和養老新需求為導向，推出「保險+健康管理」、「保險+高端養老」、「保險+居家養老」産品和服務。
2022年7月，面向金融機構的商業科技服務提供者金融壹賬通以介紹形式在港雙重第一上市。
2022年8月，平安首顆對地遙感成像衛星「平安３號（又名：泰景一號０１星）」在酒泉衛星發射中心成功升空，與此前發射的物聯網衛星「平安１號」、「平安２號」協同合作，將共同支持平安銀行的供應鏈金融服務，賦能普惠金融發展。
2023年2月，平安銀行香港分行獲得香港保險業監管局頒發「保險代理機構牌照」。
2023年11月，中國平安首次全面介紹其綜合金融發展歷程和戰略目標，深入解析綜合金融的商業模式、競爭優勢及未來發展空間。平安以「綜合金融+醫療養老」兩大商業模式，聚焦中國市場多樣化的金融、生活服務需求，通過「一個客戶、一個賬戶、多種產品、一站式服務」的解決方案，為2.3億中國客戶帶來專業金融生活產品和服務體驗。
2024年6月，平安正式升級家庭醫生服務品牌「平安家醫」，發布一站式主動健康管理服務體系，並推出「健康主動管、慢病能管好、疾病管全程」用戶服務承諾。一站式主動健康管理服務體系，包括1）專業的、擁有北大醫療國際醫院和世界家庭醫生組織WONCA雙重認證的家庭醫生團隊；2）由中華醫學會全科分會指導、澳大利亞醫學會RACGP認證的5A標準服務流程；3）針對亞健康人群、慢病人群、疾病人群的主動健康管理服務，4）以及提供12項稀缺醫療資源。
平安汲取10餘年保險及醫療行業運營管理經驗，創新推出中國版「管理式醫療模式」，覆蓋金融、醫療、科技等多個業務條線，通過賦能個人金融客戶、企業客戶並打造旗艦互聯網醫療平臺三個方面構築自身的服務壁壘，將差異化的醫療養老服務與作為支付方的金融業務無縫結合，代表支付方、整合供應方，提供性價比最佳的醫療養老服務，形成獨有的盈利模式。
2024年6月，平安通過整合供應方，已實現國內百強醫院和三甲醫院100%合作覆蓋，內外部醫生團隊約5萬人，合作藥店數達23.3萬家，較年初新增超2,500家。享有醫療養老生態圈服務權益的客戶覆蓋壽險新業務價值佔比超68%。
2024年6月，平安個人客戶數2.36億，其中持有集團內4個及以上合同的客戶佔比為24.9%，留存率達97.8%。
2025年2月，平安好醫生在其「平安醫博通」多模態大模型、「平安醫家人」醫生工作臺基礎上，已完成DeepSeek部署及部分場景應用驗證。此次接入DeepSeek大模型，標誌著公司的AI技術體系將迎來重大升級，為公司未來發展開啟新的增長空間。通過與現有的AI模型結合，DeepSeek將幫助公司進一步提升醫療服務的智能化水平。平安好醫生創新打造疾病庫、處方治療庫、醫療產品庫、醫療資源庫及個人健康庫五大數據庫，並構建「平安醫博通」多模態醫療大模型及12個AI業務模型群。基於醫療大模型，亦推出「平安醫家人」智能醫生工作臺—AI覆蓋3大業務、8大場景、14個環節，同時搭載12大機器人，實現人力提效。

## 保費規模
| 年份   | 保費收入（億元）                                             |
| ------ | ------------------------------------------------------------ |
| 2005年 | 715                                                          |
| 2006年 | 858                                                          |
| 2007年 | 1007                                                         |
| 2008年 | 1291                                                         |
| 2009年 | 1729                                                         |
| 2010年 | 1589.73亿元人民币（寿险业务占968.77）（产险业务占620.96）    |
| 2011年 | 2074.27亿元人民币（寿险业务占1240.94）（产险业务占833.33）   |
| 2012年 | 2336.37亿元人民币（寿险业务占1348.51）（产险业务占987.86）   |
| 2013年 | 2687.42亿元人民币（寿险业务占1533.77）（产险业务占1153.65）  |
| 2014年 | 3261.30亿元人民币 （寿险业务占1832.73）（产险业务占1428.57） |
| 2015年 | 3856.98亿人民币 （寿险业务占2220.57）（产险业务占1636.41）   |
| 2016年 | 4691.72亿人民币（寿险业务占2912.64）（产险业务占1779.08）    |
| 2017年 | 6046.26亿人民币（寿险业务占3886.42）（产险业务占2159.84）    |
| 2018年 | 7191.44亿人民币（寿险业务占4717.00）（产险业务占2474.44）    |
| 2019年 | 7946.02亿人民币（寿险业务占4939.19）（产险业务占2709.3）     |
| 2020年 | 7978.8亿元人民币（寿险业务占5114.87）（产险业务占2858.54）   |
| 2021年 | 7608.43亿元人民币（寿险业务占4902.90）（产险业务占2700.43）  |
| 2022年 | 7696.33亿元人民币（寿险业务占4711.02）（产险业务占2980.38）  |
| 2023年 | 8006.94億元人民幣（壽險業務佔4665.4）（產險業務佔3021.6）    |
| 2024年 | 8581.43億元人民幣（壽險業務佔5028.77）（產險業務佔3218.21）  |

## 外部連結
- 中國平安保險（集團）股份有限公司（页面存档备份，存于）